# Dornier Do 12
Die Dornier Do 12, gelegentlich auch als Libelle III bezeichnet, war ein kleines Amphibienflugzeug des Herstellers Dornier Metallbauten in Friedrichshafen-Manzell, das im Jahr 1932 als Einzelstück (Wnr. 235) gebaut und geflogen wurde. Über die Beweggründe, die zum Bau dieses in mehrfacher Hinsicht ausgefallenen Flugzeugs geführt haben, ist nichts bekannt. Fest steht nur, dass es innerhalb von drei Jahren verschiedene Änderungen erfuhr.

## Beschreibung
Mit den beiden rund zehn Jahre früher entstandenen Kleinflugbooten Do A, Libelle I und II, hat die Do 12, außer der Form des Rumpfbodens, so gut wie nichts gemeinsam. Hier handelt es sich um eine völlig neue Konstruktion, einen Schulterdecker in der üblichen Dornier-Ganzmetallbauweise mit einem zweiholmigen, trapezförmigen Tragwerk, dessen Hinterkante im Übergang zum Rumpf sehr stark ausgerundet war.
Der Rumpf mit rechteckigem Querschnitt war unten flach gekielt und hatte eine Stufe sowie ein ausschwenkbares Schwert zum Fahren auf dem Wasser. Die verschiedenen Abteile waren gegeneinander abgeschottet. Vorne im Bugraum konnte das seemännische Gerät einschließlich Anker untergebracht werden. Dahinter war der offene Führerraum mit zwei Sitzen nebeneinander und ausschaltbarer Doppelsteuerung. Es folgte eine Kabine mit weiteren zwei Sitzen mit seitlichen Fenstern. Der anschließende Heckraum konnte für das Gepäck benutzt werden oder aber mit Schlafgelegenheiten ausgestattet werden. In Höhe der Trennwand zwischen Führerraum und Kabine waren auf beiden Seiten Mulden eingebaut, welche die Räder in eingefahrenem Zustand aufnahmen. Sie konnten mit einer Handkurbel ausgeschwenkt werden. Es war dies das erste Einziehfahrwerk bei Dornier. Für die Firma ganz ungewöhnlich waren die zwei unter den Flügeln an jeweils zwei Stielen befestigten und nach beiden Seiten verspannten Stützschwimmer, die hier anstelle der sonst üblichen „Flossenstummel“ verwendet wurden. Am Heck saß das freitragende Seitenleitwerk mit aerodynamischem und Massenausgleich, an dem in halber Höhe das ebenfalls voll ausgeglichene Höhenleitwerk befestigt war.
Als Motor, der eine zweiflügelige Luftschraube antrieb, war ursprünglich ein luftgekühlter Achtzylindermotor Argus As 10 mit 220 PS (162 kW) eingebaut. Er saß auf einem Strebengerüst hoch oberhalb des Flügels, in dem auch der Kraftstoff in zwei Behältern untergebracht war. Da sich im Laufe der Erprobung zeigte, dass die Motorleistung ungenügend war, wurde der Argusmotor durch einen wesentlich stärkeren Gnôme-Rhône-Fünfzylinder-Sternmotor Titan 5 Ke mit 317 PS (233 kW) ersetzt. Dabei wurden folgende Änderungen nötig: Die starke Ausrundung der Flügelhinterkante zum Rumpf hin wurde erheblich verkleinert und das Höhenleitwerk von der bisherigen Position auf nun etwa ein Viertel der Seitenflossenhöhe nach unten gesetzt. Durch den Umbau erhöhte sich die Startmasse um 200 kg auf insgesamt 1400 kg.

## Entwicklung und Einsatz

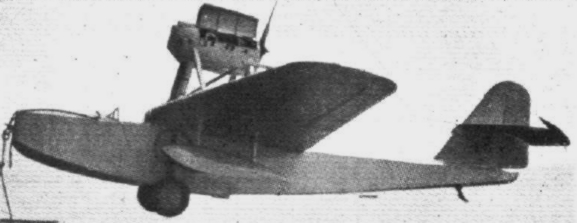
Die Do 12 mit ausgefahrenem Fahrwerk

Bereits beim Erstflug am 23. Juni 1932 über dem Bodensee zeigte sich, dass mit dem eingebauten Motor die Startstrecken erheblich zu lang waren. Die Beschaffung des stärkeren französischen Motors nahm jedoch viel Zeit in Anspruch und stellte außerdem die damals mit wirtschaftlichen Schwierigkeiten kämpfende Firma vor arge Probleme. Die Erprobung musste also zunächst mit dem schwächeren Motor fortgesetzt werden. Im Oktober 1932 wurde das Flugzeug noch mit dem Argus-Motor auf der Deutschen Luftsportausstellung in Berlin präsentiert. Als dann der neue Motor eingebaut worden war, musste ein großer Teil der Erprobung erneut durchgeführt werden.
Mit der MIVA (Missions-Verkehrs-Arbeitsgemeinschaft) des Paters Paul Schulte, besser bekannt unter der Bezeichnung Der fliegende Pater, bekam das Flugzeug, jetzt mit dem Kennzeichen D-INEZ, schließlich ab April 1935 einen neuen Halter. Schulte benutzte es für seine missionarische Tätigkeit, vor allem in Afrika, wobei es ihm gute Dienste leistete. Wie lange es das konnte, ist nicht bekannt. In den verschiedenen Büchern, die Pater Schulte über seine Erlebnisse schrieb, spielt es eine wichtige Rolle. Am Rumpfbug trug die Maschine die Aufschrift „Das fliegende Kreuz“. Im November 1935 wurde es zwischenzeitlich als Schleppflugzeug bei der Erprobung des Wassersegelflugzeugs Seeadler bei Manzell am Bodensee genutzt.

## Technische Daten

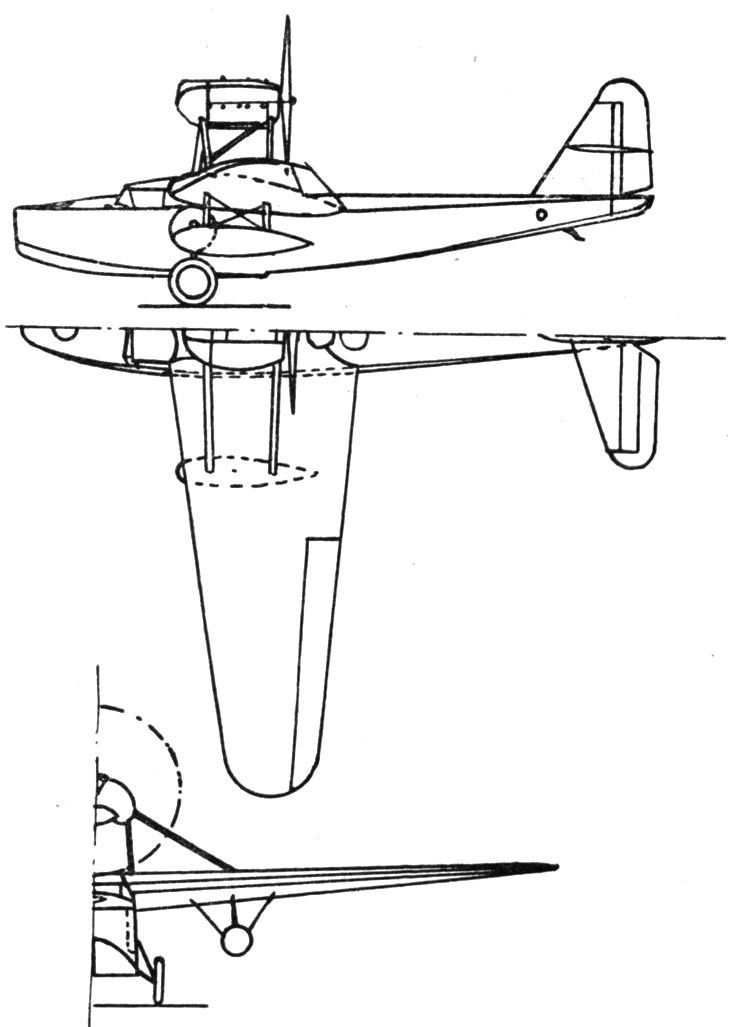
Dreiseitenriss

| Kenngröße             | Daten |
| --------------------- | --- |
| Besatzung             | 2 |
| Passagiere            | 2 |
| Länge                 | 9,01 m |
| Spannweite            | 13,00 m |
| Höhe                  | 3,87 m |
| Flügelfläche          | 28,00 m² |
| Flügelstreckung       | 6,03 |
| V-Stellung            | 6° |
| Flächenbelastung      | 50,00 kg/m² |
| Leistungsbelastung    | 4,67 kg/PS |
| Flächenleistung       | 10,71 PS/m² |
| Leermasse             | 980 kg |
| Rüstmasse             | 1075 kg |
| Nutzlast              | 160 kg |
| Zuladung              | 325 kg |
| Startmasse            | 1400 kg |
| Triebwerk             | ein luftgekühlter Fünfzylinder-Sternmotor Gnôme-Rhône Titan 5 Ke mit verstellbarer Zweiblatt-Holzluftschraube (Ø 2,35 m) |
| Leistung              | 300 PS (221 kW) |
| Kraftstoffvolumen     | 190 l |
| Höchstgeschwindigkeit | 210 km/h |
| Reisegeschwindigkeit  | 180 km/h |
| Landegeschwindigkeit  | 103 km/h |
| Steiggeschwindigkeit  | 4,25 m/s in Bodennähe |
| Steigzeit             | 4,0 min auf 1000 m Höhe 8,5 min auf 2000 m Höhe 15,0 min auf 3000 m Höhe 23 min auf 4000 m Höhe                          |
| Dienstgipfelhöhe      | 5100 m |
| Reichweite            | 600 km |
| Flugdauer             | 3,3 h |